# Jules Maaten
Jules Maaten (ur. 17 kwietnia 1961 w Nieuwer-Amstel) – holenderski polityk, poseł do Parlamentu Europejskiego.

## Życiorys
Studiował historię na Uniwersytecie Amsterdamskim. Przez wiele lat działał w JOVD (Jongeren Organisatie Vrijheid en Democratie), organizacji młodzieżowej współpracującej z centroprawicową i liberalną Partią Ludową na rzecz Wolności i Demokracji (VVD). Był sekretarzem amsterdamskich struktur tego związku i sekretarzem ds. międzynarodowych. W międzyczasie pracował jako dziennikarz w „Amstelveens Nieuwsblad”, był też asystentem parlamentarnym, pełnił różne funkcje w międzynarodowych zrzeszeniach organizacji młodzieżowych.
Od 1986 do 1991 zasiadał w radzie miejskiej Amstelveen. W latach 90. był sekretarzem generalnym Międzynarodówki Liberalnej. W 1999 i 2004 uzyskiwał mandat posła do Parlamentu Europejskiego z listy ugrupowania VVD. W VI kadencji PE przystąpił do grupy Porozumienia Liberałów i Demokratów na rzecz Europy. Pracował m.in. w Komisji Ochrony Środowiska Naturalnego, Zdrowia Publicznego i Bezpieczeństwa Żywności. W PE zasiadał do 2009, powrócił następnie do działalności w strukturach międzynarodowych zrzeszeń liberalnych.